# Jacinto Gutiérrez Terciado
Blahoslavený Jacinto Gutiérrez Terciado, řeholním jménem Diego (Didak) z Guadilly (3. července 1909, Guadilla – 29. prosince 1936), byl španělský římskokatolický řeholník Řádu menších bratří kapucínů a mučedník.

## Život
Narodil se 3. července 1909 v Guadille jako syn Casimira Gutiérrez Valencia a Saturniny Terciado García. Měl dva bratry Anastasia a Angela. Jeho otec byl pastýř ovcí.
Studoval u Klaretiánů v Segovii. Roku 1929 vstoupil ke kapucínům v Basurto a o rok později přijal hábit a jméno Diego. Následně složil své řeholní sliby v klášteře Montehano. Jako kapucín vynikal svou dobrotivostí a oddaností nemocným.
Když roku 1936 vypukla Španělská občanská válka a protikatolické pronásledování, dne 7. srpna 1936 byl zabrán jejich klášter milicionáři. On a jeho spolubratr bl. Miguel z Grajalu byli nuceni odejít ke jedné zbožné rodině. Dne 29. prosince byl zatčen s bratrem Miguelem a na cestě z Gamy do Santoñi byli zastřeleni.

## Proces blahořečení
Proces jeho blahořečení byl zahájen roku 1954 v arcidiecézi Madrid spolu s dalšími jedenatřiceti spolubratry kapucíny.
Dne 27. března 2013 uznal papež František jejich mučednictví. Blahořečeni byli 13. října 2013 ve skupině 522 španělských mučedníků.